# Mogotón
El Mogotón és una muntanya de la serralada Isabelia, a la frontera entre Hondures i Nicaragua. S'eleva fins a 2.107 msnm i és el punt més alt de Nicaragua.